# May Nivola
May Rose Nivola (* 15. Januar 2010) ist eine britisch-US-amerikanische Schauspielerin.

## Leben
May Nivola ist das zweite Kind der britischen Schauspielerin Emily Mortimer und ihres US-amerikanischen Kollegen Alessandro Nivola. Sie wuchs mit ihrem sechs Jahre älteren Bruder Sam (* 2003) auf. Wie ihr Vater begeisterten sich die Geschwister von Kindheit an für den Tennissport. May Nivola schwärmt für die Tennisspielerin Coco Gauff und begann im Jahr 2021 in John McEnroes Tennis-Akademie auf Randalls Island im New Yorker Stadtteil Manhattan zu trainieren.
Nivola lebte bis 2012 mit ihrer Familie in Los Angeles. Danach übersiedelte sie mit ihren Eltern und ihrem Bruder nach Brooklyn, New York.

## Werdegang
Nivola trat erstmals in einer Statistenrolle in Til Schweigers Spielfilm Head Full of Honey (2018) in Erscheinung, in dem ihre Mutter eine der Hauptrollen bekleidete. Im selben Jahr übernahm sie den Part der jungen Jassy in einer Folge des britischen Fernsehmehrteilers The Pursuit of Love (2018), bei dem es sich erneut um ein Projekt ihrer Mutter Emily Mortimer handelte.
Während der COVID-19-Pandemie führte Nivolas Bruder Sam Regie und verfasste das Drehbuch für den Kurzfilm Neighborhood Watch, in dem die gesamte Familie auch als Schauspieler vor der Kamera agierte. Das mit dem Smartphone zu Zeiten der COVID-19-Pandemie gedrehte Werk war Teil des Episodenfilms With/In: Volume 2 (2021), das im Juni 2021 beim Tribeca Film Festival uraufgeführt wurde.
Obwohl die Eltern ihre Kinder nicht zu einer Schauspielkarriere ermunterten, folgten für Nivola und ihren Bruder weitere Schauspielrollen. In Noah Baumbachs Literaturverfilmung Weißes Rauschen (2022) wurden die Geschwister als Filmkinder von Adam Driver und Greta Gerwig besetzt. Baumbach hatte ein Casting an der Schule der Nivolas abgehalten, wo die Geschwister entdeckt wurden. White Noise wurde als Eröffnungsfilm der Filmfestspiele von Venedig ausgewählt.

## Filmografie
- 2018: Head Full of Honey
- 2018: The Pursuit of Love (Fernsehmehrteiler, 1 Folge)
- 2021: With/In: Volume 2 (Episodenfilm, Episode: Neighborhood Watch)
- 2022: Weißes Rauschen (White Noise)